# القرقيرة (بكيل المير)

تعديل مصدري - تعديل

القرقيرة هي إحدى قرى عزلة صبران بمديرية بكيل المير التابعة لمحافظة حجة، بلغ تعداد سكانها 102 نسمة حسب تعداد اليمن لعام 2004.